# Stazione di Squillace
Stazione di Squillace vasútállomás Olaszországban, Squillace településen.

## Vasútvonalak
Az állomást az alábbi vasútvonalak érintik:
- Jonica-vasútvonal

## Kapcsolódó állomások
A vasútállomáshoz az alábbi állomások vannak a legközelebb:
- Stazione di Catanzaro Lido
- Stazione di Montepaone-Montauro